# Bussang
Bussang là một xã trong vùng Grand Est, thuộc tỉnh Vosges, quận Épinal, tổng Le Thillot. Tọa độ địa lý của xã là 47° 53' vĩ độ bắc, 06° 51' kinh độ đông. Bussang có điểm thấp nhất là 568 mét và điểm cao nhất là 1221 mét. Xã có diện tích 27,63 km², dân số vào thời điểm 1999 là 1777 người; mật độ dân số là 64 người/km².

## Thông tin nhân khẩu
| 1962  | 1968  | 1975  | 1982  | 1990  | 1999  |
| ----- | ----- | ----- | ----- | ----- | ----- |
| 2.191 | 2.231 | 2.058 | 1.917 | 1.809 | 1.777 |